# Ε反轉錄病毒屬
ε反轉錄病毒屬（Epsilonretrovirus）是反轉錄病毒科下的一個屬，此屬的病毒主要會感染魚類，例如大眼梭鱸皮膚肉瘤病毒（Walleye dermal sarcoma virus）和大眼梭鱸魚表皮過度增生病毒（Walleye epidermal hyperplasia virus）第一型和第二型。

## 外部連結
- 微生物免疫學-Retroviridae(反轉錄病毒科) （页面存档备份，存于）